# Støv på hjernen
Støv på hjernen er en dansk komediefilm fra 1961 instrueret af Poul Bang og med manuskript af Arvid Müller og Aage Stentoft. Filmen er baseret på en norsk film fra 1959 med samme titel, se Støv på hjernen (norsk film).
Filmen er den første af de fire såkaldte Støver-film, der også omfatter Det støver stadig (1962), Støv for alle pengene (1963) og Passer passer piger (1965).

## Medvirkende
- Helle Virkner
- Søren Elung Jensen
- Dirch Passer
- Hanne Borchsenius
- Bodil Udsen
- Ove Sprogøe
- Karin Nellemose
- Emil Hass Christensen
- Beatrice Palner
- Henning Palner
- Paul Hagen
- Karl Stegger
- Miskow Makwarth
- Bjørn Puggaard-Müller
- Alex Suhr
- Gunnar Lemvigh

## Lokaliteter
Etageejendommen i filmen er i virkeligheden Voldfløjen 2, en del af Postfunktionærerne Andelsboligforenings afdeling Kagshusene i Husum i København, der blev opført i midten af 1950'erne. Bygningen er senere bygget om, så altanerne er blevet inddraget i lejlighederne. De indvendige optagelser fra opgang og lejligheder er optaget i et studie. Kvisten hvor Mona Lisa Jacobsen (Hanne Borchsenius) bor er ligeledes optaget i et studie og har aldrig eksisteret på den rigtige bygning.
Stationen hvor flere af de medvirkende tager S-toget fra er Bernstorffsvej Station. Trappen de går ned af vender ud mod Tranegårdsvej. Forretningen hvor Thorbjørn Hansen (Ove Sprogøe) henter sin nye scooter ligger på Lindegårdsvej 11 i Charlottenlund. Biografen som Bodil Henriksen (Helle Virkner) besøger er Allé Teatret på Jægersborg Allé 44. Det lukkede i 1971, og senere kom der et supermarked på stedet. Hun besøger også det gamle Gentofte Hovedbibliotek. Det blev senere revet ned til fordel for det nuværende, der blev indviet i 1985.
Modeljernbaneanlægget i filmen er i skala 0 (størrelsesforhold 1:45). Det blev oprindeligt bygget af redaktionen bag tidsskriftet Modeljernbanen m.fl. til en udstilling arrangeret af dagbladet Politiken. Det blev forevist i Politikens Hus 14.-22. oktober 1950 og efterfølgende i Forum 24. november-17. december 1950. Anlæggets byggere slog sig derefter sammen i en lille klub, så de selv kunne få glæde af anlægget, der fik til huse på Strandvejen 141. I 1958 blev anlægget flyttet til et baghus til Lille Strandstræde 18, hvor optagelserne til filmen fandt sted. Det blev efterfølgende hugget op engang i 1980'erne. Nogle af modellerne i filmen endte hos Dansk Modeljernbaneklub.